# Amar Rouaï
Pour les articles homonymes, voir Rouai.
Amar Rouaï est un footballeur international algérien né le 9 mars 1932 à Sétif et mort le 12 novembre 2017 à Gaillard,, ayant notamment évolué au SCO d'Angers.
Il compte 76 sélections en équipe du FLN entre 1958 et 1962 et 1 sélection en équipe nationale en 1962.

## Biographie
Amar Rouaï commence sa carrière en Algérie dans le club du MC El Eulma, dans lequel il sera titulaire avec les seniors dès l'âge de quinze ans. À 20 ans à peine, il quitte son pays natal l'Algérie pour rejoindre la France et la ville frontalière d'Annemasse, il rêve alors de devenir un jour footballeur professionnel, il signe donc à l'US Annemasse qui évoluait en DH Rhône-Alpes, puis il s'engage dans son premier contrat pro avec le Besançon RC, club de Division Pro II à cette époque. Il sera transféré après au SCO Angers en 1957 et y restera jusqu'en 1958, cette année-là où l'équipe du FLN appelait les footballeurs algériens à venir jouer sous son égide, et ainsi lutter pour l'indépendance de l'Algérie. Amar Rouaï répondit positivement à l'appel, puisque le 13 avril 1958, avec son adversaire du jour lui aussi Algérien, Mustapha Zitouni, ils quittent tout pour rejoindre Tunis via l'Italie pour rejoindre le siège de la sélection de l'indépendance. En 1962, à la suite de l'indépendance de l'Algérie, le onze de l'indépendance, laisse sa place à l'équipe d'Algérie de football, âgé de 31 ans, Rouaï connaitra sa première et seule sélection dans l'équipe d'Algérie indépendante. Il retournera durant cette année jouer une saison chez son ancien club le SCO Angers, avant de retourner au pays pour terminer sa carrière de footballeur et commencer celle d'entraîneur du côté du MC El Eulma, de l'ASM Oran, du MC Oran (avec lequel il gagnera le championnat algérien en 1988), puis de l'USM Bel-Abbès et finalement chez le RC Relizane. Il emmenera le MC Oran jusqu'à la finale de la Coupe d'Afrique des Clubs Champions. Il entraînera aussi l'équipe olympique d'Algérie et parviendra à gagner les Jeux méditerranéens 1975 dans une finale équipe contre la France.

## Clubs

### En tant que joueur
- 1947-1952 :  MC El Eulma
- 1952-1954 :  US Annemasse
- 1954-1957 :  Besançon RC
- 1957-1958 :  Angers SCO
- 1962-1963 :  Angers SCO

### En tant qu'entraîneur
- 1962-1964 :  MC El Eulma (juniors)
- 1964-1968 :  Alakhdhar Derna
- -:  Al Africy
- 1968-1970 :  ASM Oran
- 1974-1975 :  JS Kabylie
- 1975-1980 :  Algérie Olympique
- 1980-1985 :  USM Bel-Abbès
- 1985-1987 :  RC Relizane
- 1987-1989 :  MC Oran
- 1994-1995 :  GC Mascara

## Sélection
- 76 matchs en tant que titulaire avec l'équipe du FLN entre 1958 et 1962.
- 1 match avec l'équipe d'Algérie de football en 1963.

## Palmarès
- Vainqueur des Jeux méditerranéens en 1975 avec l'équipe d'Algérie B.
- Vainqueur du Championnat d'Algérie en 1988 avec le MC Oran
- Finaliste de la Ligue des champions de la CAF en 1989 avec le MC Oran
- 1er tour de la Coupe du monde de futsal de 1989